# Chris Long (football)
Christopher "Chris" Long, né le 25 février 1995 à Huyton, est un footballeur anglais qui évolue au poste d'attaquant à Crewe Alexandra.

## Biographie
Chris Long est sélectionné dans quasiment toutes les équipes d'Angleterre chez les jeunes. Il participe avec les moins de 20 ans à la Coupe du monde des moins de 20 ans 2013 organisée en Turquie. Lors du mondial junior, il joue deux matchs : contre l'Irak, et l'Égypte.
Avec le club d'Everton, il joue un match en Ligue Europa.
Avec l'équipe de Brentford, il inscrit quatre buts en Football League Championship lors de la saison 2014-2015.
Le 28 juillet 2015, il rejoint le club de Burnley. 
Le 31 janvier 2017, il est prêté à Bolton Wanderers.
Le 28 juillet 2017, il est prêté à Northampton Town. Il inscrit neuf buts en quarante-trois matchs toutes compétitions confondues.
Le 20 juillet 2018, Long s'engage pour deux ans avec Fleetwood Town.
Le 7 juin 2021, il rejoint Crewe Alexandra.

## Palmarès

### En club
- Burnley FC
  - Champion d'Angleterre de D2 en 2016.